# Dorit Aharonov
Dorit Aharonov (1970) is een Israëlisch computerwetenschapper, gespecialiseerd in kwantumcomputers.
Zij verkreeg haar doctoraat in 1999 van de Hebreeuwse Universiteit van Jeruzalem, waar ze inmiddels hoofdleraar is aan het department van Computerwetenschappen en techniek. Haar thesis was "Noisy Quantum Computation."
In 2005 werd Aharonov door het wetenschappelijk tijdschrift Nature omschreven als een van vier "jonge theoristen... die golven maken op hun verkozen gebieden."